# Lerista macropisthopus
Espèce
Synonymes
- Ablepharus macropisthopus Werner, 1903

Lerista macropisthopus est une espèce de sauriens de la famille des Scincidae.

## Répartition
Cette espèce est endémique d'Australie-Occidentale en Australie.

## Liste des sous-espèces
Selon The Reptile Database (5 octobre 2012) :
- Lerista macropisthopus fusciceps Storr, 1991
- Lerista macropisthopus galea Storr, 1991
- Lerista macropisthopus macropisthopus (Werner, 1903)
- Lerista macropisthopus remota Storr, 1991

## Publications originales
- Storr, 1991 : Partial revision of the Lerista macropisthopus group (Lacertilia: Scincidae). Records of the Western Australian Museum, vol. 15, no 1, p. 149-161 (texte intégral).
- Werner, 1903 : Neue Reptilien und Batrachier aus dem naturhistorischen Museum in Brüssel. Zoologischer Anzeiger, vol. 26, p. 246-253 (texte intégral).